# Michael Foster (football)
Pour les articles homonymes, voir Michael Foster et Foster.
Michael Foster, né le 5 septembre 1985 à Lae en Papouasie-Nouvelle-Guinée, est un joueur de football international papouan-néo-guinéen, qui évolue au poste de milieu de terrain.

## Biographie

### Carrière en sélection
Michael Foster reçoit sa première sélection en équipe de Papouasie-Nouvelle-Guinée le 27 août 2011, contre les Îles Cook (victoire 4-0).
Le 5 juin 2016, il inscrit un doublé contre les Samoa. Ce match gagné sur le large score de 8-0 rentre dans le cadre des éliminatoires du mondial 2018.
Il participe avec l'équipe de Papouasie-Nouvelle-Guinée à deux Coupes d'Océanie, en 2012 et 2016.

## Palmarès
| Hekari United - Championnat de Papouasie-Nouvelle-Guinée (1) : - Champion : 2009-10. |  | Papouasie-Nouvelle-Guinée - Coupe d'Océanie : - Finaliste : 2016. - Meilleur buteur : 2016 (5 buts). |